# سنگی‌برج دنده‌ای
سنگی‌برج دنده‌ای (نام علمی: Turrilites costatus) نام یک گونه از سرده سنگی‌برج است.